# Fortín San Juan de la Cruz
El Fortín San Juan de la Cruz, conocido localmente como El Cañuelo,  está localizado en Isla de Cabras, Puerto Rico. Es parte del Sitio Histórico Nacional de San Juan, Patrimonio de la Humanidad desde 1983.
Este fuerte fue originalmente construido en madera en 1610. Debido a su localización en la entrada de la bahía de San Juan, y justo frente al Castillo San Felipe del Morro, a través de la bahía, proveía un punto estratégico para crear un fuego cruzado para cualquier navío invasor que intentara entrar a la bahía. Se cuenta que una gigantesca cadena era izada a través de la entrada (desde el Morro hasta el Cañuelo) para proveer una barricada en la entrada.
Este fuerte también protegía la desembocadura del río Bayamón en el otro lado. El fuerte desempeñó un papel importante durante el ataque holandés a la isla. En ese momento fue quemado por completo. Sin embargo, los españoles lo reconstruyeron cerca de 1670.
El fuerte de forma cuadrada mide cerca de 80 24 m de lado a lado, con una garita. Originalmente construido en una isleta rocosa, cerca de la Isla de Cabras, fue artificialmente expandido para unirlos.
Aunque se hace difícil de acceder para los turistas, el lugar presenta unas fabulosas vistas de la bahía de San Juan, y Boca Vieja al lado oeste. El interior del fuerte está cerrado al público, pero uno puede caminar a su alrededor. Isla de Cabras está conectada a la isla principal por un pequeño puente de tierra.